# L'inquilino del terzo piano
L'inquilino del terzo piano (Le Locataire) è un film tratto dal romanzo L'inquilino stregato (Le Locataire chimérique) del 1964 di Roland Topor. Il film è del 1976, diretto da Roman Polański, che ne interpreta inoltre il protagonista. Esso può essere considerato un thriller psicologico con elementi grotteschi a sfondo orrore, ospita nel cast anche la francese Isabelle Adjani.
È stato presentato in concorso alla 29ª edizione del Festival di Cannes.

## Trama
Un modesto impiegato polacco, Trelkowski, è in cerca di un appartamento a Parigi. Ne trova uno abitato fino a pochi giorni prima da una ragazza, Simone Choule, che ha tentato il suicidio gettandosi dalla finestra. Trelkowski si reca quindi all'ospedale per cercare di parlarle riguardo all'affitto dell'appartamento, ma la ragazza è completamente fasciata, in fin di vita e incapace di parlare; per di più, alla vista di Trelkowski sembra avere una crisi isterica. Quando Simone muore in ospedale, Trelkowski entra in possesso dell'appartamento e comincia a essere oggetto di una serie di angherie da parte degli inquilini dello stabile (quasi tutti anziani dall'aspetto inquietante), che iniziano a trattarlo come se fosse la povera Simone. Anche i negozianti della zona sembrano volergli cucire addosso l'identità della donna morta, e Trelkowski, pian piano, inizia a non sapere più chi sia: incapace di distinguere tra realtà e psicosi, comincia a vestirsi come Simone, a comportarsi come lei e ad avere inquietanti e allucinate visioni circa gli altri condomini.
A lungo andare, la situazione si fa sempre più drammatica: Trelkowski sospetta anche di Stella, conosciuta al capezzale di Simone, di cui era amica, con cui aveva stretto un forte rapporto. Sopraffatto dalla sua follia, Trelkowski si getta dalla finestra, tentando di suicidarsi come la precedente inquilina. All'ospedale, Trelkowski è completamente fasciato, in fin di vita e incapace di parlare. Un ultimo sprazzo di lucidità lo porta a vedere se stesso al proprio capezzale, nel tentativo di parlargli circa il subentro nell'appartamento. L'anello temporale si chiude. Trelkowski, completamente calato nella vita di Simone Choule, non può far altro che urlare disperato mentre guarda se stesso ricominciare dall'inizio l'intero ciclo narrativo, come in un diabolico e infinito gioco di specchi.

## Produzione
È uno tra i primi film a utilizzare la louma, insieme a 1941 - Allarme a Hollywood di Steven Spielberg e al Superman di Richard Donner. Il film non ha titoli di coda, ma si conclude con il solo logo della Paramount, e all'inizio del film si può sentire per tutta la sequenza uno degli inquilini che studia lentamente La caduta di Varsavia, il famoso studio di Chopin.
Il film venne girato in parte in lingua inglese e in parte in francese, a seconda di come si trovavano meglio a recitare gli attori. In post-produzione furono prodotte diverse versioni del film in lingue differenti, con parte del cast che si doppiò sia per la versione inglese che per quella francese, mentre il resto dei personaggi francesi fu doppiato da attori statunitensi. Polanski doppiò se stesso nel film in tre lingue diverse: versioni inglese, francese ed italiana. Isabelle Adjani non si doppiò in inglese nella versione del film per il mercato anglosassone.

## Cast
Il compositore Philippe Sarde compare in un breve cameo, interpretando il guardone che osserva Trelkowski e Stella nella sala cinematografica. Nel ruolo di una coinquilina del protagonista c'é Eva Ionesco in una delle sue prime apparizioni sullo schermo, nello stesso anno in cui apparve nella controversa serie di nudi fotografici di minorenni realizzati dalla madre.

## Analisi e possibili interpretazioni
Il film è tratto dal romanzo Le locataire chimérique di Roland Topor e rappresenta uno dei più alti risultati della poetica polanskiana sulla quotidianità che si fa incubo.
Molte sono le possibili interpretazioni della vicenda surreale alla quale il povero Trelkowski è costretto a prendere parte:
- Le innumerevoli simbologie egizie presenti nel film farebbero supporre la tematica della reincarnazione: Trelkowski e Simone sarebbero in realtà la stessa persona, il che spiegherebbe la scena in cui Trelkowski, dalla finestra del proprio appartamento, vede una figura avvolta nelle bende (Simone e/o se stesso nel futuro) nel bagno dello stabile; il bagno, coperto di geroglifici, rappresenterebbe una camera mortuaria egizia, avvalorando la tesi della reincarnazione.
- Trelkowski sarebbe un "semplice" allucinato.
- Trelkowski inizia a soffrire di allucinazioni, "aiutato" però dai vicini, allucinazioni che continuano anche dopo il tentato suicidio e che lo inducono a credere di vedere sé stesso.
- Il film sarebbe autobiografico. Ad avvalorare questa tesi, il fatto che Polanski abbia cambiato le origini del protagonista rispetto al romanzo (da russo a polacco) e che durante la narrazione si evincono stralci del suo percorso da regista (gli scherzi razzisti, la freddezza di chi gli stava vicino,...)
- Trelkowski sarebbe un personaggio fittizio creato dalla stessa Simone, o una fantasia basata sull'uomo che va a visitarla in ospedale. Di conseguenza, l'intera linea narrativa del film sarebbe fittizia, esclusa la breve scena introduttiva. Simone, schizofrenica, avrebbe sviluppato un'altra personalità per supplire alle tendenze omosessuali nei riguardi della sua cara amica Stella.
- Trelkowski è una donna in un corpo da uomo e combatte contro la sua parte che si risveglia. Questo la porta a non fidarsi più di se stessa e di conseguenza degli altri. Nella società dell'epoca, tale malessere era fonte di notevole disagio e, vista la rigidità culturale, questo portava a meccanismi di difesa molto elevati che potevano sfociare in puro delirio.
- La scena del racconto del seppellimento del braccio è una citazione di una tavola disegnata di Georges Blondeaux (in arte Gébé) attivo dalla metà degli anni sessanta in Hara-Kiri e poi Charlie Hebdo, quindi, considerando che il soggetto è di Topor, il film è collegato all'humour francese a cominciare da Alfred Jarry e Antonin Artaud[2]

### Influenze kafkiane
Molti critici hanno fatto notare la forte componente kafkiana ne L'inquilino del terzo piano, esemplificata da un'atmosfera assurdamente sovraccaricata di ansia, confusione, senso di colpa, cupo umorismo, alienazione, frustrazione sessuale e paranoia. Tuttavia, il film non può essere visto solamente come una metafora kafkiana in virtù dei numerosi accenni al graduale delirio schizoide e all'alcolismo di Trelkowski, che aprono la strada a un più ampio ventaglio d'interpretazioni.
La maggior parte dell'azione si svolge in un ambiente claustrofobico nel quale a un protagonista apparentemente timido capitano cose oscure e minacciose senza ragione o spiegazione, e dove le sue piccole mancanze come inquilino sono percepite in maniera spropositata e perseguitate senza pietà da quella che Trelkowski stesso considera una cospirazione ai suoi danni per farlo morire. Le violazioni minori sono considerate gravi violazioni del contratto di affitto, e questa apparente persecuzione si intensifica dopo che egli si è rifiutato di unirsi ai suoi vicini firmando una petizione condominiale per cacciare una madre con una figlia disabile.
Alcuni critici hanno proposto che l'atmosfera opprimente del film possa essere in parte un riflesso delle origini ebraiche di Polanski, e delle esperienze antisemite che dovette subire in gioventù. Trelkowski viene guardato con sospetto da quasi tutti i personaggi semplicemente perché è un polacco naturalizzato francese. Non può essere solo una coincidenza che Polanski abbia scelto di interpretare il ruolo del protagonista del film. Sia il regista e sia il protagonista del film sono degli "outsider" che si sforzano in modo inefficace di accettare ciò che vedono come un mondo corrotto e misterioso.
Vincent Canby scrisse sul New York Times: "Trelkowski esiste. Abita nel suo stesso corpo, ma è come se non avesse controllo su di esso, come se da un momento all'altro potesse essere sfrattato per aver ascoltato la radio dopo le 10 di sera nella sua testa. Le persone bussano sempre alle sue pareti."

## Accoglienza
Sebbene L'inquilino del terzo piano non fosse stato accolto unanimemente bene dalla critica cinematografica alla sua uscita nelle sale, con il critico Roger Ebert che arrivò a definirlo "non solo brutto, addirittura imbarazzante", con il passare degli anni il film ha acquisito lo status di vero e proprio cult movie, adorato dai fan. Bruce Campbell, in un'intervista concessa a Craig Ferguson, lo ha definito uno dei suoi film horror preferiti di sempre. Sul sito internet Rotten Tomatoes il film ha un indice di gradimento del 90% basato su 29 recensioni da parte di critici del settore.